# Micrornebius annandalei
Micrornebius annandalei är en insektsart som först beskrevs av Lucien Chopard 1928.  Micrornebius annandalei ingår i släktet Micrornebius och familjen Mogoplistidae. Inga underarter finns listade i Catalogue of Life.